# 99. п. н. е.

## Рођења
- Тит Лукреције Кар (ум. 57/53 пнр.)